# هومبيرتو هرنانديز
هومبيرتو هرنانديز (بالإسبانية: Humberto Hernández)‏ (20 يوليو 1985 - ) هو لاعب كرة قدم مكسيكي في مركز حراسة المرمى. لعب مع نادي باتشوكا ونادي جامعة غوادالاخارا ودورادوس سينالوا وIndios de Ciudad Juárez ‏.

## وصلات خارجية
- هومبيرتو هرنانديز على موقع قاعدة بيانات كرة القدم.إي يو (الإنجليزية)
- هومبيرتو هرنانديز على موقع قاعدة بيانات كرة القدم.إي يو (الإنجليزية)